# Thestor overbergensis
The Overberg Skolly (Thestor overbergensis) là một loài bướm ngày thuộc họ Bướm xanh. Nó được tìm thấy ở Nam Phi, ở đó nó is only known from coastal fynbos between Ou Plaas và De Hoop in the West Cape.
Sải cánh dài 33–38 mm đối với con đực và about 44 mm đối với con cái. Con trưởng thành bay từ tháng 11 đến tháng 12.